# Viñedos Eva
Viñedos Eva är en ort i Mexiko.   Den ligger i kommunen Jesús María och delstaten Aguascalientes, i den centrala delen av landet, 400 km nordväst om huvudstaden Mexico City. Viñedos Eva ligger 1 881 meter över havet och antalet invånare är 238.
Terrängen runt Viñedos Eva är huvudsakligen platt, men västerut är den kuperad. Runt Viñedos Eva är det tätbefolkat, med 459 invånare per kvadratkilometer. Närmaste större samhälle är Aguascalientes, 8,6 km söder om Viñedos Eva. Trakten runt Viñedos Eva består till största delen av jordbruksmark.